# Castel di Sasso
Castel Di Sasso ist eine süditalienische Gemeinde (comune) mit 1034 Einwohnern (Stand: 31. Dezember 2023) nahe Caserta in der Provinz Caserta in der Region Kampanien. Sie ist Bestandteil der Comunità Montana Monte Maggiore. Schutzpatron des Ortes ist der hl. Blasius von Sebaste.

## Geographie
Castel Di Sasso liegt auf einer Höhe von 200 Metern. Das Gemeindegebiet umfasst eine Fläche von 20,32 km². Die Nachbargemeinden sind Caiazzo, Capua, Liberi, Piana di Monte Verna und Pontelatone.